# Nowa Huta

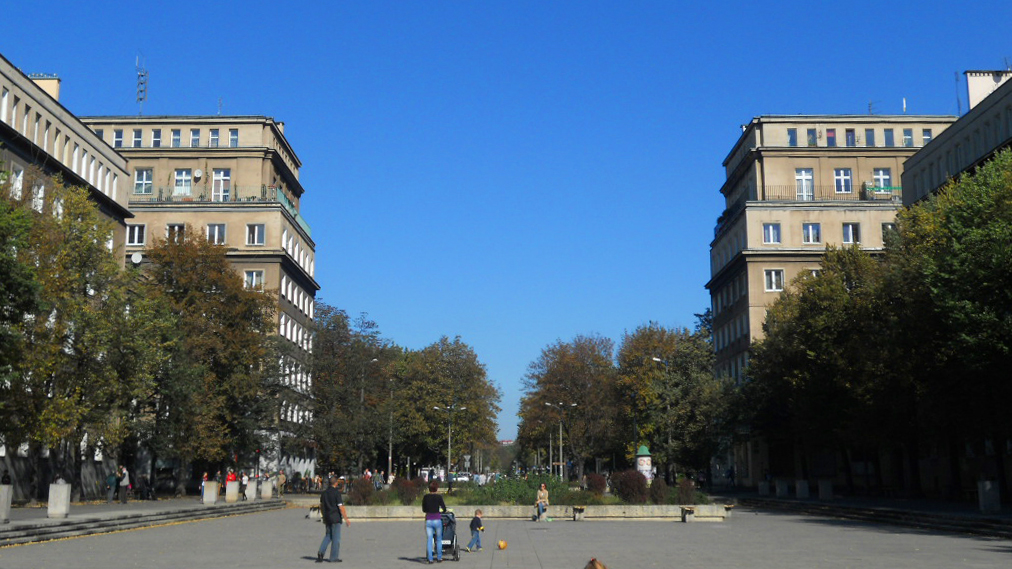
Rozenavenue (Aleja Róż) in Nowa Huta

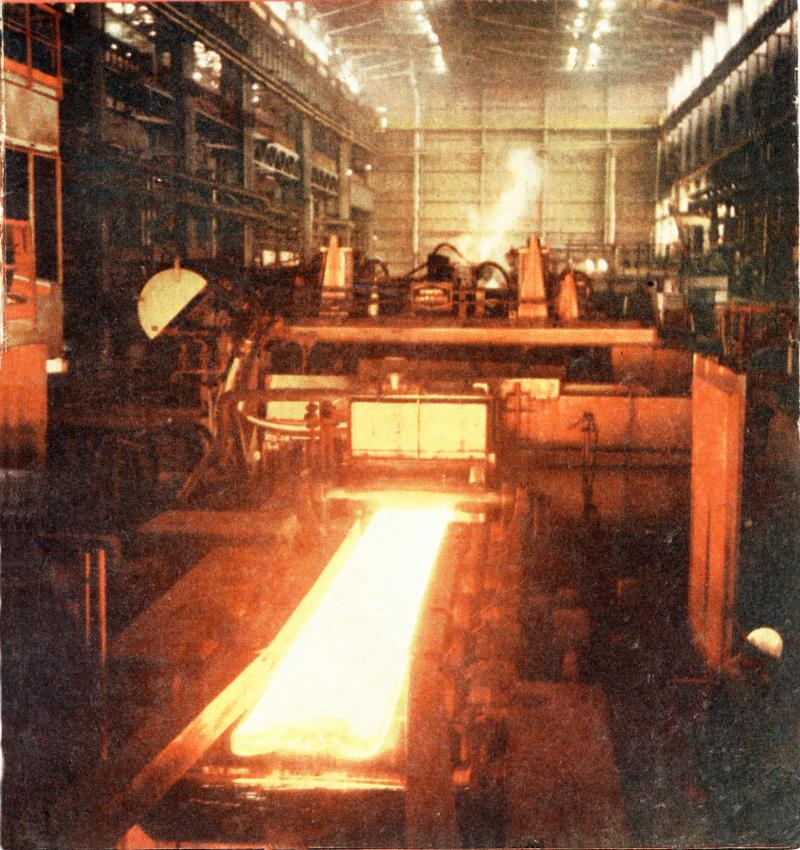
De staafabriek van Nowa Huta

Nowa Huta is de meest oostelijke wijk van de Poolse stad Krakau. De wijk werd gebouwd volgens de principes van het socialistisch realisme. Nowa Huta betekent Nieuwe Staalfabriek. Naast de wijk werd de grootste staalfabriek van Polen gebouwd.
Na het Wisła-Oderoffensief hadden de nieuwe machthebbers te maken met verzet van de Krakause middenklasse, intellectuelen en studenten. Om de "klassebalans" te herstellen werd een nieuwe satellietstad gepland die mensen uit lagere sociaaleconomische klassen aan moest trekken. Daarvoor moesten de dorpen Mogiła, Pleszów en Krzesławice wijken. Het moest een groot centrum voor zware industrie worden en een modelstad voor de communistische propaganda. Vanaf 1949 is het een afzonderlijke stad maar reeds in 1951 werd de stad bij Krakau gevoegd en een tramlijn aangelegd. Na 1956 nam de invloed van het socialistisch realisme af. De Vladimir Lenin Staalfabriek werd geopend in 1954 en werd in 20 jaar de grootste in Polen (7 miljoen ton per jaar), terwijl ook Nowa Huta snel groeide. In de jaren 70 werd de grootste tabakfabriek van Polen gebouwd en een enorme cementfabriek. De keuze om hier zulke zware industrie neer te zetten komt voort uit ideologische overwegingen heeft geen economische logica. De kolen moesten getransporteerd worden uit Silezië en de ijzererts kwam uit de Sovjet-Unie terwijl de lokale behoefte klein was.
Een katholieke kerk werd niet in het ontwerp opgenomen. De bewoners streden met steun van bisschop  Karol Wojtyła, de latere paus Johannes Paulus II, om toestemming om een kerk te mogen bouwen. De toestemming kwam er in 1967 en de kerk werd geconsecreerd in 1977 door Wojtyła. Toen hij als paus Polen bezocht in 1979 wilde hij Nowa Huta bezoeken maar hij kreeg geen toestemming.
In de jaren 80 vonden in Nowa Huta grote demonstraties plaats. 29.000 van de 38.000 arbeiders van de Leninfabriek waren lid van de vakbond Solidarność.
Na de val van de Volksrepubliek Polen werden de straten in de wijk die voorheen vernoemd waren naar Lenin en de Cubaanse revolutie, hernoemd naar paus Johannes Paulus II, Władysław Anders en Ronald Reagan. Ook de staalfabriek werd hernoemd.
Nowa Huta is een bezienswaardigheid voor toeristen. Toeristen worden met bussen door de wijk vervoerd. Ook de Grafheuvel van Wanda (Kopiec Wandy) staat in Nowa Huta.
De film De man van marmer uit 1977 van Andrzej Wajda speelt zich af in Nowa Huta.